# Lawrence James McNamara
Lawrence James McNamara (* 5. August 1928 in Chicago, USA; † 17. Dezember 2004 in Grand Island, Nebraska) war Bischof von Grand Island.

## Leben
Lawrence James McNamara besuchte das Archbishop Quigley Preparatory Seminary. McNamara studierte Katholische Theologie und Philosophie am Priesterseminar in Saint Paul und an der Katholischen Universität von Amerika in Washington, D.C. Er empfing am 30. Mai 1953 das Sakrament der Priesterweihe.
Am 10. Januar 1978 ernannte ihn Papst Paul VI. zum Bischof von Grand Island. Der Erzbischof von Omaha, Daniel Eugene Sheehan, spendete ihm am 28. März desselben in der Kathedrale St. Petrus in Ketten in Cincinnati die Bischofsweihe; Mitkonsekratoren waren der Bischof von Kansas City-Saint Joseph, John Joseph Sullivan, und der emeritierte Bischof von Kansas City-Saint Joseph, Charles Herman Helmsing.
Am 14. Oktober 2004 nahm Papst Johannes Paul II. das von Lawrence James McNamara aus Altersgründen vorgebrachte Rücktrittsgesuch an.